# 造兵司
造兵司（日语：／，訓讀：つわものつくりのつかさ）是日本律令制下兵部省所屬機構。負責兵器的製造。。

## 職務
負責兵器製造以及兵器製造者的管轄。製造者一般是屬於雜戶的鍛戶、甲作、靫作、弓削、矢作、鞆張、羽結、桙刊以及屬於品部的爪工、楯縫、幄作。雜戶從每年10月到翌年3月每戶負責一件兵器，品部則在必要時臨時徵收。
天平14年（744年）因雜戶解放而廢止。天平宝字2年（758年）復置。寬平8年（896年）與新設的兵庫寮統合。

## 職員
- 正（相當於正六位上）1名
- 佑（相當於從七位下）1名
- 大令史（相當於大初位上）1名　少令史（相當於大初位下）1名
- 雜工部　20名
- 使部　12名
- 直丁　1名

以下為《令集解》所提及的職員：
- 雜戶
  - 鍛戶 217戶
  - 甲作 62戶
  - 靫作 58戶
  - 弓削 32戶
  - 矢作 22戶
  - 鞆張 24戶
  - 羽結 20戶
  - 桙刊 30戶
- 品部
  - 爪作 18戶
  - 楯縫 36戶
  - 幄作 16戶